# Хаплогрупа G2c
Хаплогрупата G2c (G5) е Y-хромозомна хаплогрупа и се определя от наличието на мутацията M377. Тя е клон на хаплогрупа G, която от своя страна се определя от наличието на мутацията M201. 
G2c е основната хромозома на Y-хромозомната хаплогрупа, а в същото време е и уникална, тъй като се среща с много висока честота сред ашкеназите. Тази хаплогрупа е силно генетично свидетелство за това, че ашкеназите са дошли по-късно в Европа. Времето на най-късния общ прародител на хаплогрупата е около 1100 г.
Представители на тази хаплогрупа се срещат рядко извън северната част на Европа, но са регистрирани и сред ливанското християнско население, с произход от южната част на Сирия. Наблюдавана е и при един турчин от Карс, един пущун от областта на Пакистан граничеща с Афганистан в Хиндукуш и един хунз от планината Каракорум в Кашмир. Последните измервания сочат и едва доловими стойности и сред египтяните и йорданците, а и дори в Сицилия сред италианските евреи. Хаплогрупата не е наблюдавана сред сефарадите.
G2c поставя повече въпроси, свързани с нейния произход и разпространение, от почти всяка друга голяма Y-хромозомна хаплогрупа. За повечето хаплогрупи се смята, че са най-разпространени в регионите, където са възникнали, докато G2c се среща най-често в регион, където представителите на групата се заселват относително скоро, но е рядка в областта на вероятното си възникване. Разпределението на G2c е откъслечно и разпръснато, с почти никакви представители в много обширни междинни области. Този модел на разпространение е уникален сред Y-хромозомните хаплогрупи.
За науката интерес представлява едно съобщение, че Александър Велики срещнал хазарите някъде между Мерв и Херат в Хорасан. 